# Jean-Baptiste Hertel de Rouville
Jean-Baptiste Hertel de Rouville (26 de octubre de 1668 – 30 de junio de 1722) fue un oficial militar colonial de Nueva Francia, entidad colonial del Imperio colonial francés en la Marina francesa en Canadá. Es mejor conocido en América del Norte por liderar la incursión a Deerfield, en la provincia occidental de la Bahía de Massachusetts, contra los colonos ingleses el 29 de febrero de 1704 durante la Guerra de la Reina Ana . 
Fue reconocido como un soldado dedicado, ampliamente vilipendiado por los colonos de Nueva Inglaterra por sus tácticas de asaltar asentamientos fronterizos mal defendidos en territorio colonial británico. Durante los años que duró la guerra, participó en operaciones militares contra los ingleses en la Isla de Terranova. Desempeñó además un papel en el asentamiento temprano de Île-Royale (actual isla del Cabo Bretón), después de que finalizara esa guerra.

## Guerra del rey Guillermo
Rouville nació en 1668 en una familia tradicionalmente militar en la ciudad de Trois-Rivières, en la colonia de Canadá, Nueva Francia. Fue el tercer hijo de Joseph-François Hertel de la Fresnière (1642-1722), también nacido en Trois-Rivières, y su esposa. Militar activo en la Marina francesa en Canadá desde mu joven, Hertel sirvió junto con su padre durante una operación militar francesa de 1687 contra la tribu indígena de los Séneca, que ocupaba gran parte del actual oeste del estado de Nueva York. El ataque fue dirigido por el entonces gobernador de Nueva Francia , Jacques-René de Brisay de Denonville, marqués de Denonville . 
Durante la Guerra del Rey Guillermo, Hertel estuvo entre los atacantes contra los colonos ingleses y sus aliados indios durante la Batalla de Quebec de 1690. Se le concedió el señorío de Rouville en Mont Saint-Hilaire en 1694.

## Guerra de la reina Ana
Durante la Guerra de la Reina Ana, también llevada a cabo entre los franceses contra los ingleses, Hertel dirigió su primera expedición independiente significativa, la Incursión en Deerfield (1704). Estuvo comandando a la cabeza de una fuerza compuesta principalmente por guerreros de las tribus americanas de los abenaki, los hurón (wyandot) y los mohawk (iroqueses), pero también por una compañía de milicianos canadienses, llevó a los hombres al sur a fines de febrero a la provincia inglesa de la bahía de Massachusetts y descendió sobre la ciudad fronteriza ligeramente defendida de Deerfield, Massachusetts en la parte occidental de la colonia. Los asaltantes lograron obtener el factor sorpresa, matando a 54 colonos y tomando más de 100 prisioneros. Los prisioneros, incluidas mujeres y niños, fueron llevados en un largo viaje por tierra a Quebec, donde muchos fueron adoptados por miembros católicos de la tribus de los mohawk en Kahnawake, una aldea misionera al sur de Montreal. 
Más tarde, en 1704, Hertel de Rouville fue enviado a Terranova, donde participó en operaciones ofensivas como el asedio a St. John's y otras comunidades inglesas. En 1708 estaba al frente de una expedición con metas ambiciosas; pero debido a que no pudo atraer aliados indios, completó solo una incursión en Haverhill, Massachusetts. Durante el resto de la Guerra de la Reina Ana, continuó liderando operaciones de incursión similares. Uno de sus oponentes ingleses lo describió como "un oficial de gran coraje, pero eminentemente cruel y vengativo".

## Isla Real

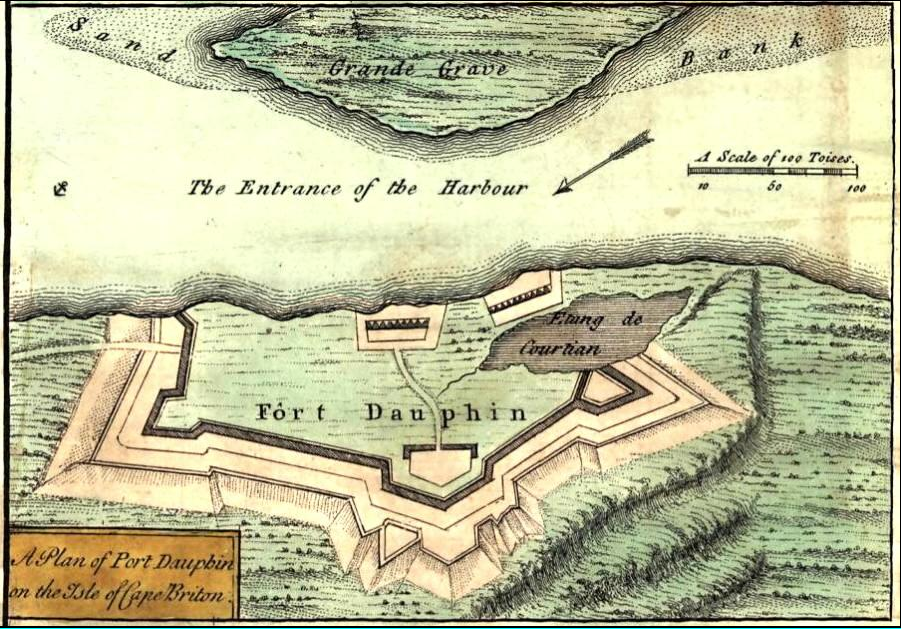
Fuerte Delfín (Fort Dauphin)

Después de que terminó la Guerra de la Reina Ana en 1713, Hertel de Rouville fue enviado a Île-Royale (actual isla del Cabo Bretón ) para buscar sitios para nuevos asentamientos franceses. Según sus recomendaciones, se seleccionó Fort Dauphin (actual Englishtown, Nueva Escocia) para un asentamiento inicial, y Hertel de Rouville supervisó su construcción. Fue condecorado con la Orden de San Luis en 1721. Murió al año siguiente en Île-Royale mientras se desempeñaba como comandante de Fort Dauphin. 
Estuvo dos veces casado. Tuvo dos hijos que se distinguieron en el servicio militar en Nueva Francia. 